# ماي مور
ماي مور هي مغنية وكاتبة غنائية كندية، ولدت في 1956.

## وصلات خارجية
- الموقع الرسمي
- ماي مور على موقع ميوزك برينز (الإنجليزية)
- ماي مور على موقع أول ميوزيك (الإنجليزية)
- ماي مور على موقع ديسكوغز (الإنجليزية)